# 墨脱珍珠菜
墨脱珍珠菜（学名：Lysimachia medogensis）为报春花科珍珠菜属的植物，为中国的特有植物。分布在中国大陆的西藏等地，生长于海拔3,100米的地区，一般生于山坡草地，目前尚未由人工引种栽培。